# Función beta (física)
En física, la función beta mide la dependencia de la fuerza de una interacción en relación con la energía. Según la teoría del grupo de renormalización, las constantes de acoplamiento, tales como la constante de estructura fina, en teoría cuántica de campos no son realmente constantes, sino que dependen de la escala de energía (en el caso usual de una teoría de gauge en cuatro dimensiones del espacio-tiempo, la dependencia es logarítmica). La función beta mide exactamente esta dependencia:
{\displaystyle \beta :=\mu {\frac {\partial g}{\partial \mu }}}
Para la mayoría de las interacciones, la función beta es positiva, y por lo tanto la fuerza se hace más fuerte en las distancias muy cortas (energías más altas); esto da lugar generalmente al polo de Landau. Sin embargo, una teoría de Yang-Mills (e.g. cromodinámica cuántica) puede conducir a una función beta negativa, lo que se conoce como libertad asintótica.
- Datos: Q1750507